# 付知町立北小学校北分校
付知町立北小学校北分校（つけちちょうりつ きたしょうがっこう　きたぶんこう）は、かつて岐阜県恵那郡付知町（現・中津川市）に存在した公立小学校の分校。

## 概要
- 付知町立北小学校[注釈 3]の分校であり、付知町の大起地区[注釈 4]に存在した。1959年廃校。

## 沿革
- 1882年（明治15年） - 一番地所字浦[注釈 5]に北小学校浦分教場を設置。
- 1884年（明治17年） - 付知北小学校浦分教場に改称する。
- 1886年（明治19年） - 付知北簡易科小学校浦分教場に改称する。
- 1892年（明治25年） - 付知北尋常小学校浦分教場に改称する。
- 1897年（明治30年）  - 字宮ノ上[注釈 6]に移転し、付知北尋常小学校北分教場に改称する。
- 1902年（明治35年） - 付知北尋常小学校、付知南尋常高等小学校、付知東尋常小学校が統合され、付知尋常高等小学校となる。同時に付知尋常高等小学校北分教場となる。
- 1922年（大正11年） - 字大起に移転する。
- 1941年（昭和16年）4月1日 - 付知国民学校北分教場に改称する。
- 1947年（昭和22年）4月1日 - 付知町立付知小学校北分校に改称する。1～3年生が通学する
- 1953年（昭和28年）3月 - 付知小学校が北小学校、南小学校、東小学校に分割される。付知小学校北分校は北小学校北分校となる。この時点での児童数は43名。
- 1959年（昭和34年）3月 - 廃校。